# Igneomyia ignea
Igneomyia ignea là một loài ruồi trong họ Tachinidae.